# Perilissus helvus
Perilissus helvus är en stekelart som beskrevs av Barron 1992. Perilissus helvus ingår i släktet Perilissus och familjen brokparasitsteklar. Inga underarter finns listade i Catalogue of Life.